# Medusa (Lanz Khan)
Medusa è un album in studio realizzato e pubblicato dal rapper italiano Lanz Khan e dal beatmaker italiano Mr. Phil, per Mad Soul Music.

## Tracce
Lato A
1. Asso di spade – 3:24
2. Underground Gunz (feat. Il Turco) – 3:12
3. Kim Jong-un – 3:27

Lato B
1. Cinghiali bianchi (feat. Axos, Jangy Leeon, DJ Lil Cut) – 3:12
2. Medusa – 3:37
3. Asso di spade (Beat Loop) – 1:20
4. Underground Gunz (Beat Loop) – 1:15
5. Kim Jong-un (Beat Loop) – 1:19
6. Cinghiali bianchi (Beat Loop) – 1:12
7. Medusa (Beat Loop) – 1:22

## Formazione

### Musicisti
- Lanz Khan – voce
- Il Turco – voce aggiuntiva (traccia 2)
- Axos – voce aggiuntiva (traccia 4)
- Jangy Leeon – voce aggiuntiva (traccia 4)

### Produzione
- Weirdo – produzione
- DJ Lil Cut – produzione (traccia 4)